# フリードリヒ・フェスカ
フリードリヒ・エルンスト・フェスカ（Friedrich Ernst Fesca 1789年2月15日 - 1826年5月24日）は、ドイツのヴァイオリニスト、作曲家。

## 生涯
フェスカはマクデブルクの音楽好きの一家に生まれた。父はマクデブルクの音楽愛好家のヨハン・ペーター・アウグスト・フェスカ（Johan Peter August Fesca）であり、町の音楽活動に加わっていた。母は歌手のマリアンヌ・ポドレスカ（Marianne Podleska）であり、彼女はヨハン・アダム・ヒラーの教え子であった。フリードリヒはこの地で最初の音楽教育を受けた。その後、ライプツィヒにおいてトーマスカントルのアウグスト・エベルハルト・ミュラーの指導の下、教育課程を修了する。
15歳で行った数曲のヴァイオリン協奏曲の公開演奏会が好評を博し、これによりライプツィヒ・ゲヴァントハウス管弦楽団のヴァイオリン奏者に任用される。彼は1806年までこの職にとどまり、チェリストのフリードリヒ・ドッツァウアーと共に当時はまだ珍しかった弦楽四重奏による演奏会を開くなどした。その後しばらくオルデンブルクの摂政宮ペーター1世のコンサートマスターを務めた後、1808年からはジェローム・ボナパルトによってヴェストファーレン王国のカッセル州立劇場のソロヴァイオリニストに任ぜられ、ライプツィヒの戦いで王国が消滅するまでその地に暮らした。フランスの支配が終わると同時に彼はウィーンに赴き、その後まもなくカールスルーエへと移る。そこではバーデン大公国のコンサートマスターとなる。彼は音楽で非常に優れた、また価値ある成功を収めたものの次第に健康を害していき、1826年には結核のため息を引き取った。37年の生涯だった。
ヴィルトゥオーゾとして、フェスカはドイツ最高のヴァイオリニストの1人に位置づけられていた。その後ドイツのヴァイオリン界に現れるのはシュポーアとヨアヒムである。特に四重奏のリーダーとして、彼は古典的な威厳と様式の簡素さでは右に並ぶものがなかったとされる。作曲家としては、弦楽四重奏曲や他の室内楽曲に最も優れた作品を遺している。これら室内楽曲とともに3曲の交響曲（第1番 変ホ長調 Op.6、第2番 ニ長調 Op.10、第3番 ニ長調 Op.13）は、1861年になってもまだアウゲナー（Augener）の目録に記載されていた。これらに比べると、2つのオペラ「Cantemire」と「Omar and Leila」はうまくいかなかった。また、彼はいくつかの宗教音楽や多数の歌曲、四重唱曲も作曲している。
フェスカの息子のアレクサンダー・フェスカもまた、作曲家としてある程度名前を知られる人物だった。